# Gmina związkowa Zell (Mosel)
Gmina związkowa Zell (Mosel) (niem. Verbandsgemeinde Zell (Mosel)) – gmina związkowa w Niemczech, w kraju związkowym Nadrenia-Palatynat, w powiecie Cochem-Zell. Siedziba gminy związkowej znajduje się w mieście Zell (Mosel).

## Podział administracyjny
Gmina związkowa zrzesza 24 gminy, w tym jedną gminę miejską (Stadt) oraz 23 gminy wiejskie:
1. Alf
2. Altlay
3. Altstrimmig
4. Blankenrath
5. Briedel
6. Bullay
7. Forst (Hunsrück)
8. Grenderich
9. Haserich
10. Hesweiler
11. Liesenich
12. Mittelstrimmig
13. Moritzheim
14. Neef
15. Panzweiler
16. Peterswald-Löffelscheid
17. Pünderich
18. Reidenhausen
19. Sankt Aldegund
20. Schauren
21. Sosberg
22. Tellig
23. Walhausen
24. Zell (Mosel)